# Суфриньяк
Суфринья́к (фр. Souffrignac) — коммуна во Франции, находится в регионе Пуату — Шаранта. Департамент — Шаранта. Входит в состав кантона Монброн. Округ коммуны — Ангулем.
Код INSEE коммуны — 16372.
Коммуна расположена приблизительно в 390 км к югу от Парижа, в 115 км южнее Пуатье, в 28 км к востоку от Ангулема.

## Население
Население коммуны на 2008 год составляло 124 человека.
| 1962 | 1968 | 1975 | 1982 | 1990 | 1999 | 2008 |
| ---- | ---- | ---- | ---- | ---- | ---- | ---- |
| 212  | 182  | 141  | 148  | 130  | 157  | 124  |

## Администрация
| Период | Период | Фамилия        | Партия | Примечания |
| ------ | ------ | -------------- | ------ | ---------- |
|        | 1972   | Рене Лакот     |        |            |
| 1972   | 2008   | Эме Фошье      |        |            |
| 2008   | 2014   | Виолетта Фьоло |        |            |

## Экономика
В 2007 году среди 82 человек в трудоспособном возрасте (15—64 лет) 48 были экономически активными, 34 — неактивными (показатель активности — 58,5 %, в 1999 году было 75,5 %). Из 48 активных работали 47 человек (27 мужчин и 20 женщин), безработной была 1 женщина. Среди 34 неактивных 8 человек были учениками или студентами, 17 — пенсионерами, 9 были неактивными по другим причинам.

## Достопримечательности
- Приходская церковь Сент-Антуан (XII век)
  - Купель (XII век). Размеры — 65×76×74 см. Исторический памятник с 1933 года[3]
- Мельница Бье

## Фотогалерея

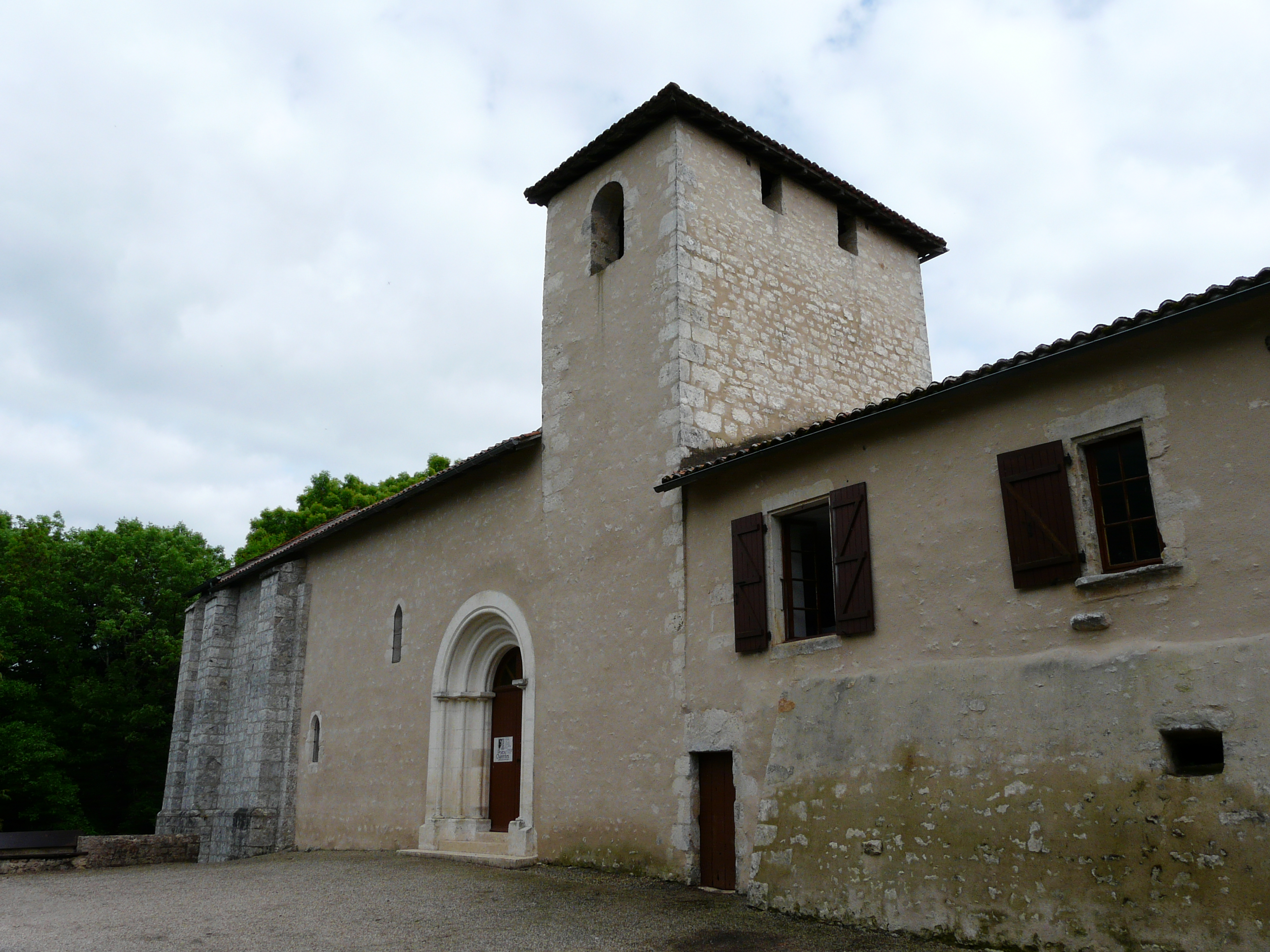
Церковь Сент-Антуан
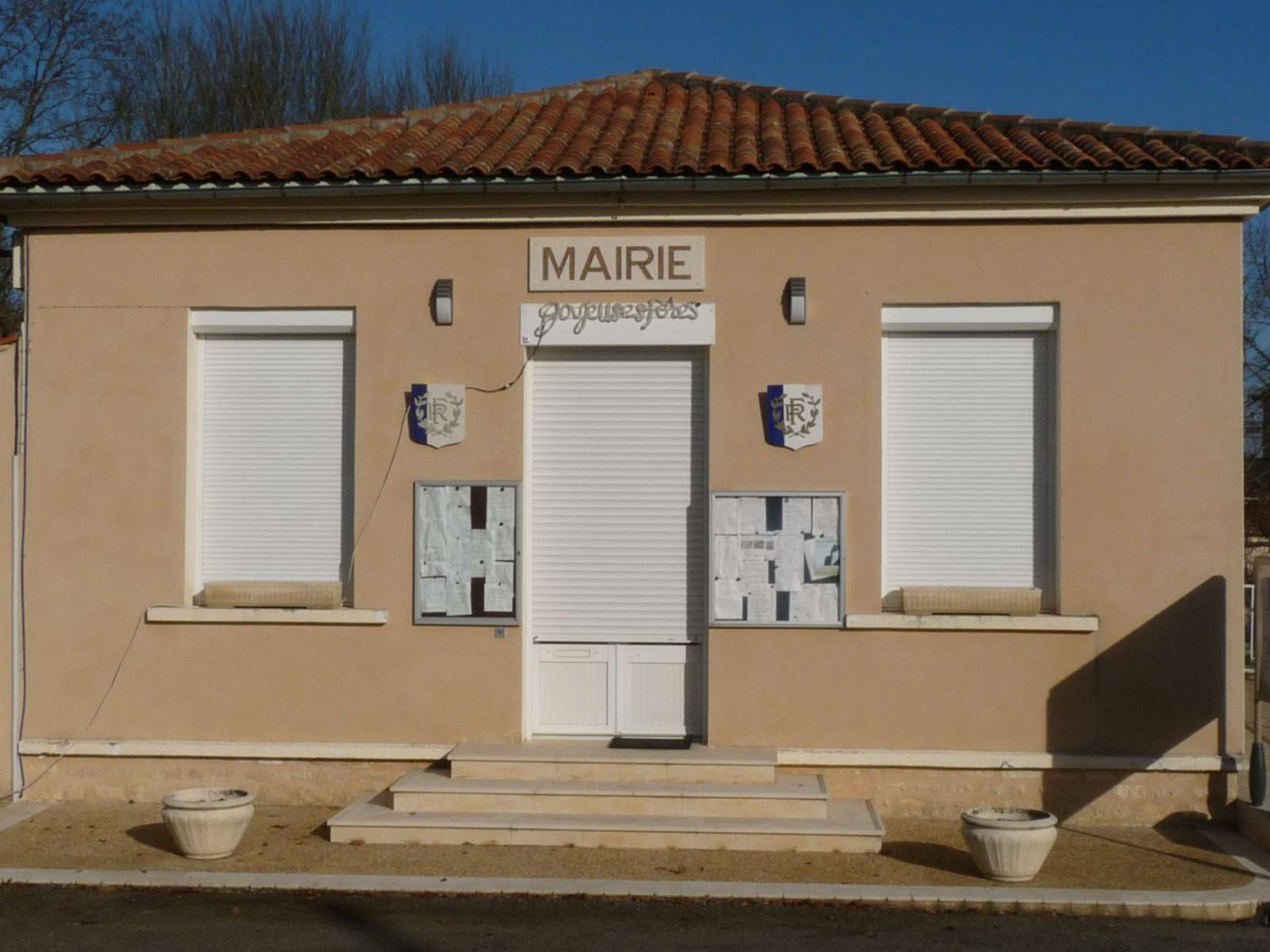
Мэрия
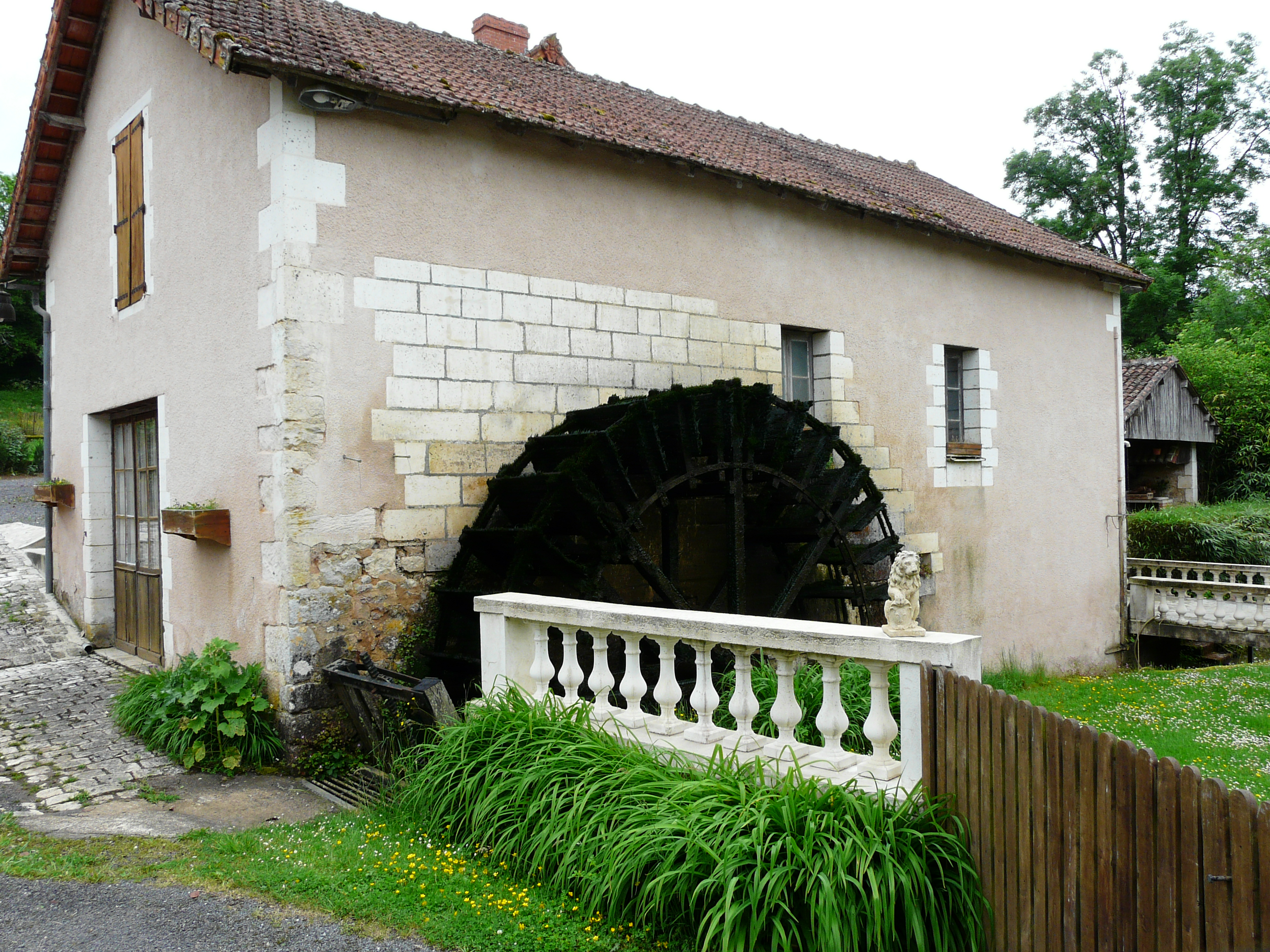
Мельница Бье
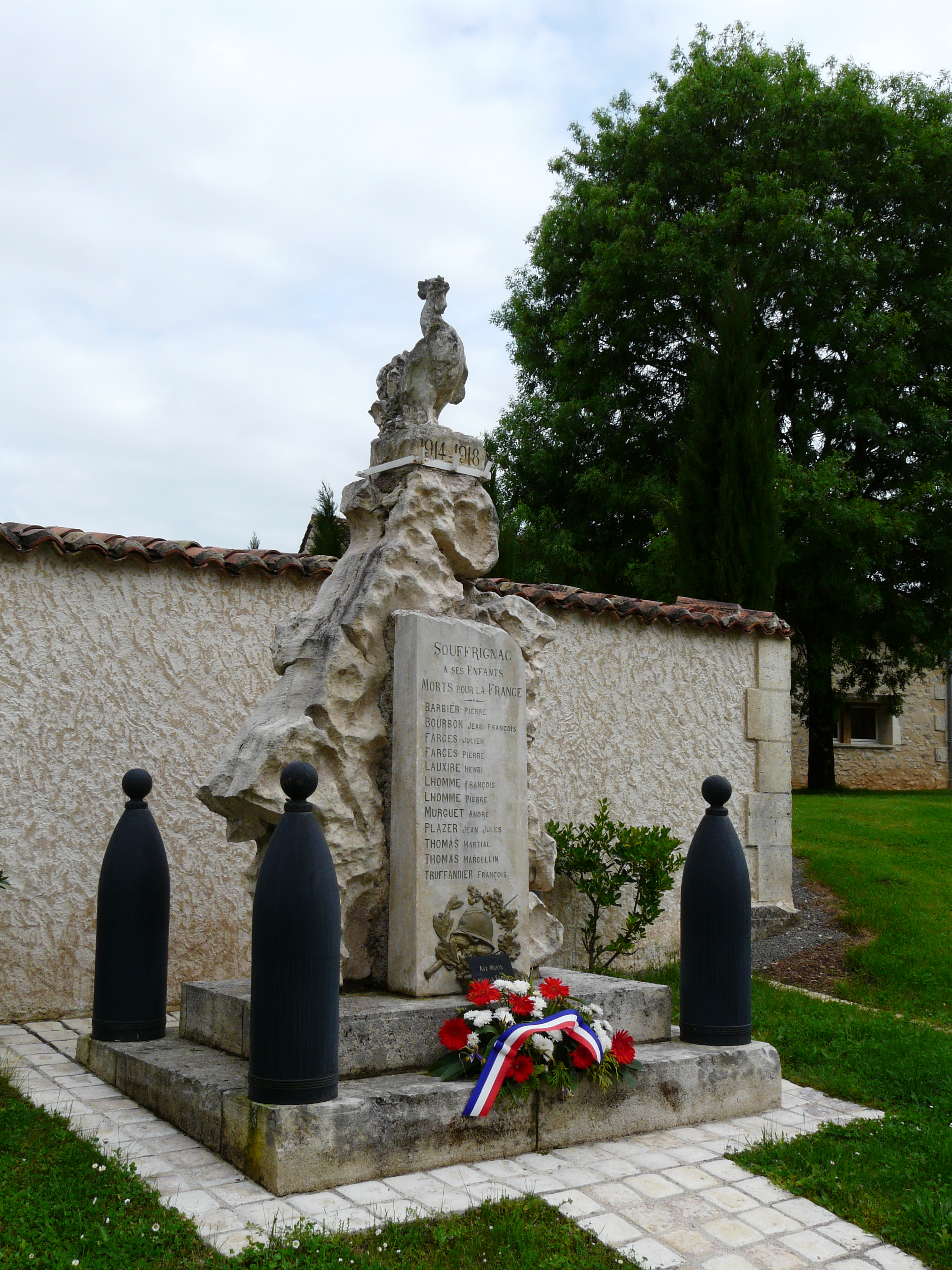
Военный мемориал